# جون بيترز (لاعب كرة قاعدة أمريكي)
جون بيترز (بالإنجليزية: John Peters)‏ هو لاعب كرة قاعدة أمريكي، ولد في 8 أبريل 1850 في نيو أورلينز في الولايات المتحدة، وتوفي في 4 يناير 1924 في سانت لويس في الولايات المتحدة.